# Gran Premio d'Austria 1975
Il Gran Premio d'Austria 1975, valido anche come Gran Premio d'Europa 1975, è stata la dodicesima prova della stagione 1975 del Campionato mondiale di Formula 1. Si è corsa domenica 17 agosto 1975 sull'Österreichring. La gara è stata vinta dall'italiano Vittorio Brambilla su March-Ford Cosworth; per il vincitore si trattò del primo, e unico, successo nel mondiale. Ha preceduto sul traguardo i britannici James Hunt su Hesketh-Ford Cosworth e Tom Pryce su Shadow-Ford Cosworth.
La gara venne interrotta per la forte pioggia dopo soli 29 dei 54 giri previsti. Solo la metà dei punti venne assegnata.
Nel corso del warm up Mark Donohue, pilota statunitense al volante di una March del team Penske, ebbe un incidente le cui conseguenze lo portarono al decesso pochi giorni dopo il gran premio. Nello stesso incidente perirono due addetti al tracciato.

## Vigilia

### Sviluppi futuri
Venne ribadito il no da parte delle scuderie al Gran Premio del Canada, per problemi con gli organizzatori.

### Analisi per il campionato piloti
Niki Lauda, della Ferrari, poteva laurearsi campione del mondo piloti per la prima volta in carriera se avesse vinto, oppure fosse giunto in zona punti, davanti sia a Carlos Reutemann che a Emerson Fittipaldi.

### Aspetti tecnici
La Shadow impiegò nel gran premio, su una delle vetture, il nuovo modello Shadow DN7, affidato al solo Jean-Pierre Jarier, un propulsore della Matra. La casa francese fece così il suo rientro in F1 dopo tre anni; l'ultima partecipazione risaliva al Gran Premio degli Stati Uniti, in cui montava il motore su una propria vettura. La casa francese aveva già partecipato, come motorista, a 44 gran premi, esordendo nel 1968, ottenendo due pole; come costruttore aveva fatto il suo esordio nel 1967, e aveva vinto il titolo piloti con Jackie Stewart nel 1969, su una vettura però motorizzata Ford Cosworth.
Era dal Gran Premio di Gran Bretagna 1973 che non si verificava che ben quattro diversi motoristi fossero presenti al via di un gran premio valido per il mondiale (oltre alla Matra, erano presenti in Austria anche Ford-Cosworth, Ferrari e BRM).
Nei giorni prima del gran premio vennero effettuati dei test sugli pneumatici, da parte di Ferrari, Brabham, McLaren e March. Il tempo migliore venne fatto segnare da Niki Lauda in 1'34"80, sessanta centesimi meno di quanto fatto segnare dall'austriaco l'anno precedente.

### Aspetti sportivi
Per la prima volta il titolo di Gran Premio d'Europa spettò al Gran Premio d'Austria.
Si rivide la Surtees, che reimpiegò John Watson, che aveva corso con la Lotus il gran premio precedente. La Surtees iscrisse anche una vettura per Ewald Boisitz, pilota di casa, che però non prese parte nemmeno alle prove. La Lotus sostituì Watson con Brian Henton, che aveva già corso per la scuderia di Chapman nel Gran Premio di Silverstone.
Tornò anche la BRM, sempre affidata a Bob Evans. L'Ensign si affidò nuovamente a Roelof Wunderink, affiancandogli Chris Amon, che mancava dal mondiale dal Gran Premio degli Stati Uniti d'America 1974, disputato con la BRM.
La Hill riaffidò un volante a Rolf Stommelen, infortunatosi nel Gran Premio di Spagna. Il tedesco prese il posto di Alan Jones. L'Hesketh fece debuttare il pilota statunitense Brett Lunger, mentre la Williams iscrisse Jo Vonlanthen, pilota svizzero proveniente dalla Formula 2, per sostituire l'infortunato Ian Ashley.

## Qualifiche

### Resoconto
Wilson Fittipaldi non poté prendere parte alle intere qualifiche per un incidente subito al venerdì. La sua vettura ruppe una sospensione in un tratto molto veloce: il brasiliano perse il controllo della vettura che andò a sbattere a oltre 200 km/h contro le protezioni. Il pilota riportò delle fratture alla mano sinistra che non gli permisero di proseguire nel weekend di gara.
Nella prima sessione di prove ufficiali il tempo più basso venne fatto registrare da Niki Lauda, che precedette James Hunt su Hesketh-Ford Cosworth, mentre terzo si classificò Emerson Fittipaldi. Dietro al brasiliano c'era Hans-Joachim Stuck, e l'altra Ferrari di Clay Regazzoni.
Anche la sessione di libere del sabato fu caratterizzata da incidenti. Alla prima curva Carlos Pace vide perdere alla sua monoposto una ruota, a causa della rottura di una sospensione, ma riuscì a poggiare la vettura contro il guardrail senza conseguenze fisiche. Poco dopo, nello stesso punto, la vettura del pilota della Lotus Brian Henton scivolò sull'olio perduto dalla vettura di Andretti ed ebbe un cedimento simile. Il pilota britannico però subì la lussazione di una spalla e non poté prendere parte al resto delle prove e alla gara.
La pioggia fece capolino sul circuito poco prima della ultime prove ufficiali. Ciò non consentì a nessuno di migliorare il tempo del venerdì. La griglia di partenza rimase perciò immutata, con Roelof Wunderink dell'Ensign, primo dei non qualificati, che colmò il vuoto lasciato in griglia da Henton, assieme con Harald Ertl, che era già stato riammesso in gara dopo il forfait di Wilson Fittipaldi. Per Lauda questa fu la settima pole nella stagione, 16ª in totale.

### Risultati
Nella sessione di qualifica si è avuta questa situazione:
| Pos                     | Nº | Pilota             | Costruttore              | Squadra                         | Tempo   | Griglia |
| ----------------------- | -- | ------------------ | ------------------------ | ------------------------------- | ------- | ------- |
| 1                       | 12 | Niki Lauda         | Ferrari                  | Scuderia Ferrari SpA SEFAC      | 1'34"85 | 1       |
| 2                       | 24 | James Hunt         | Hesketh-Ford Cosworth    | Hesketh Racing                  | 1'34"97 | 2       |
| 3                       | 1  | Emerson Fittipaldi | McLaren-Ford Cosworth    | Marlboro Team Texaco            | 1'35"21 | 3       |
| 4                       | 10 | Hans-Joachim Stuck | March-Ford Cosworth      | Lavazza March                   | 1'35"38 | 4       |
| 5                       | 11 | Clay Regazzoni     | Ferrari                  | Scuderia Ferrari SpA SEFAC      | 1'35"41 | 5       |
| 6                       | 8  | Carlos Pace        | Brabham-Ford Cosworth    | Martini Racing                  | 1'35"71 | 6       |
| 7                       | 4  | Patrick Depailler  | Tyrrell-Ford Cosworth    | Elf Team Tyrrell                | 1'35"78 | 7       |
| 8                       | 9  | Vittorio Brambilla | March-Ford Cosworth      | Beta Team March                 | 1'35"80 | 8       |
| 9                       | 2  | Jochen Mass        | McLaren-Ford Cosworth    | Marlboro Team Texaco            | 1'36"12 | 9       |
| 10                      | 3  | Jody Scheckter     | Tyrrell-Ford Cosworth    | Elf Team Tyrrell                | 1'36"14 | 10      |
| 11                      | 7  | Carlos Reutemann   | Brabham-Ford Cosworth    | Martini Racing                  | 1'36"43 | 7       |
| 12                      | 21 | Jacques Laffite    | Williams-Ford Cosworth   | Frank Williams Racing Cars      | 1'37"60 | 12      |
| 13                      | 5  | Ronnie Peterson    | Lotus-Ford Cosworth      | John Player Team Lotus          | 1'37"61 | 13      |
| 14                      | 17 | Jean-Pierre Jarier | Shadow-Matra             | UOP Shadow Racing Team          | 1'37"62 | 14      |
| 15                      | 16 | Tom Pryce          | Shadow-Ford Cosworth     | UOP Shadow Racing Team          | 1'37"64 | 15      |
| 16                      | 23 | Tony Brise         | Hill-Ford Cosworth       | Embassy Racing with Graham Hill | 1'37"69 | 16      |
| 17                      | 25 | Brett Lunger       | Hesketh-Ford Cosworth    | Hesketh Racing                  | 1'37"87 | 17      |
| 18                      | 18 | John Watson        | Surtees-Ford Cosworth    | Team Surtees                    | 1'37"96 | 18      |
| 19                      | 27 | Mario Andretti     | Parnelli-Ford Cosworth   | Vel's Parnelli Jones Racing     | 1'37"97 | 19      |
| 20                      | 30 | Wilson Fittipaldi  | Copersucar-Ford Cosworth | Copersucar-Fittipaldi           | 1'38"14 | NP      |
| 21                      | 28 | Mark Donohue       | March-Ford Cosworth      | Penske Cars                     | 1'38"19 | NP      |
| 22                      | 29 | Lella Lombardi     | March-Ford Cosworth      | Lavazza March                   | 1'38"43 | 20      |
| 23                      | 6  | Brian Henton       | Lotus-Ford Cosworth      | John Player Team Lotus          | 1'38"72 | 21      |
| 24                      | 31 | Chris Amon         | Ensign-Ford Cosworth     | HB Bewaking Team Ensign         | 1'38"75 | 22      |
| 25                      | 14 | Bob Evans          | BRM                      | Stanley BRM                     | 1'39"53 | 23      |
| 26                      | 22 | Rolf Stommelen     | Hill-Ford Cosworth       | Embassy Racing with Graham Hill | 1'39"56 | 24      |
| Vetture non qualificate |    |                    |                          |                                 |         |         |
| NQ                      | 32 | Harald Ertl        | Hesketh-Ford Cosworth    | Warsteiner Brewery              | 1'40"72 | 25      |
| NQ                      | 33 | Roelof Wunderink   | Ensign-Ford Cosworth     | HB Bewaking Team Ensign         | 1'42"58 | 26      |
| NQ                      | 20 | Jo Vonlanthen      | Williams-Ford Cosworth   | Frank Williams Racing Cars      | 1'42"80 | 27      |
| NQ                      | 35 | Tony Trimmer       | Maki-Ford Cosworth       | Maki Engineering                | 1'44"88 | NQ      |

## Gara

### Resoconto
Nel corso del warm up si verificò il drammatico incidente del pilota della Penske, Mark Donohue; il pilota statunitense uscì alla prima curva a causa dell'esplosione di uno pneumatico posteriore: la monoposto sbatté contro il guardrail, poi volò fuori dal circuito, finendo tra i tabelloni pubblicitari. Quando venne soccorso da Fittipaldi e Stuck era ancora cosciente, venne così trasportato verso una clinica di Graz, dove venne operato per un grumo di sangue in testa. Successivamente entrò in coma e morì tre giorni dopo, senza essersi più ripreso. Nell'incidente perirono anche due addetti alla pista, Richard Huttner, una guardia, e Manfred Schaller, segnalatore. Al posto dello statunitense venne ammesso al via il secondo pilota della Williams, Jo Vonlanthen. I lavori per riportare in sicurezza la zona dell'incidente costrinsero gli organizzatori a posticipare la partenza alle 15:30.
Dopo l'incidente, la Goodyear, decise di ritirare la mescola usata da Donohue, la n. 47, e impose ai piloti di utilizzare la n. 26, più dura. I piloti ottennero di effettuare una sessione extra di prove libere per testare meglio lo pneumatico.
Poco prima del via la pioggia fece la sua apparizione sul circuito, costringendo a un rinvio della partenza. Alle 15:40 si decise di far cambiare gli pneumatici alle vetture. Poi, poco dopo, un violento temporale si scatenò sul tracciato, facendo slittare la partenza alle 16:17, tre quarti d'ora dopo di quanto programmato.
Al via Lauda prese la guida davanti a James Hunt e Patrick Depailler, autore di un'ottima partenza dalla quarta fila. Dietro al pilota della Tyrrell si posero Emerson Fittipaldi, Hans-Joachim Stuck, Clay Regazzoni, Pace e Vittorio Brambilla.
Nel corso del primo giro, Pace venne passato da Brambilla, mentre, quando venne attaccato da Jochen Mass, vi fu un tamponamento fra i due che li fece precipitare a centro classifica. Brambilla, sempre nelle fasi iniziali, passò anche Regazzoni (che scontava un problema al cambio e che piano piano finì fuori dalle prime posizioni), mentre Stuck si pose davanti a Fittipaldi. Il giro seguente il brasiliano perse un'altra posizione a favore di Vittorio Brambilla. Anche Jody Scheckter cercò il sorpasso su Fittipaldi, ma uscì di pista, rientrando nelle ultime posizioni del gruppo.
Brambilla, tra il quinto e sesto giro, passò anche Stuck e Patrick Depailler, ponendosi alle spalle del duo Lauda-Hunt. Al nono giro il francese fu autore d'un errore che gli costò due posizioni, venendo passato sia da Stuck che da Ronnie Peterson. Nel giro seguente lo svedese passò Stuck, inserendosi al quarto posto. Dietro ai primi 5 si trovavano Depailler, Fittipaldi, Jochen Mass e Tom Pryce. Stuck si ritirò per un incidente il giro seguente e Mass passò il compagno di scuderia Fittipaldi. Due giri dopo il tedesco passò anche Depailler che, poco dopo, fu autore di un altro errore, che fece riavvicinare Fittipaldi e Pryce. Quest'ultimo riuscì a passare entrambi e si pose al sesto posto dietro a Lauda, Hunt, Brambilla, Peterson e Mass.
Al quindicesimo giro la Ferrari di Lauda venne passata da Hunt alla Texaco e, poco dopo, anche da Brambilla. La pioggia intanto aveva aumentato la sua intensità. Nelle retrovie, al giro 17, Fittipaldi passò Depailler, entrando in zona punti. Al giro 19 Brambilla prese il comando, sfruttando un'indecisione di Hunt, al momento del doppiaggio di Brett Lunger alla Sebring. Hunt riuscì solo all'inizio del ventunesimo giro ad avere la meglio su Lunger. Ciò gli costò una lunga perdita di tempo e favorì l'allontanarsi di Vittorio Brambilla.
Al giro 22 Peterson attaccò Niki Lauda, ma terminò in testacoda, venendo così passato sia da Mass che Pryce. Lo svedese andò ai box per cambiare visiera, venendo passato anche da Clay Regazzoni che, ritrovando la piena funzionalità del cambio, aveva potuto recuperare diverse posizioni in classifica. Al giro seguente Mass passò Lauda, ponendosi al terzo posto. Poco dopo l'austriaco perse un'altra posizione, questa volta a favore di Pryce. Ora la classifica vedeva in testa Brambilla, poi Hunt, Mass, Pryce, Lauda, Regazzoni e Peterson. Al giro 27 lo svedese passò Regazzoni, mentre al 28º giro Mass uscì di pista, riuscì a ripartire ma venne passato da Pryce.
Le condizioni meteorologiche erano tali però che la direzione di gara, su continue pressioni di Luca Cordero di Montezemolo, decise per la sospensione del Gran Premio, con una sua possibile ripresa, in caso di miglioramento del tempo. Al giro 29 Peterson passò Lauda per il sesto posto.
Vinse Vittorio Brambilla per la prima ed unica volta in carriera, facendo segnare anche il giro più veloce. Era dal Gran Premio d'Italia 1966 (vinto all'epoca da Ludovico Scarfiotti) che la vittoria non arrideva ad un pilota italiano (anche in quel caso accompagnata dal giro più veloce, anch'esso l'ultimo per un italiano fino all'impresa di Brambilla). Seconda vittoria per la March che non si imponeva dal Gran Premio di Spagna 1970 con Jackie Stewart alla guida.
Appena Brambilla superò la linea d'arrivo andò a colpire le barriere dopo un testacoda, distruggendo il musetto della vettura. Vi era però confusione nei box, molti, infatti, erano convinti che vi sarebbe stata una ripartenza. Ormai però la bandiera a scacchi era stata esposta e la gara non poteva più ricominciare. Vista la breve durata vennero assegnati solo metà dei punti previsti ai primi sei piloti. Questo non consentì a Lauda, per solo mezzo punto, di festeggiare la conquista del mondiale piloti, pur essendo giunto davanti a Reutemann e Fittipaldi.

### Risultati
I risultati del gran premio sono i seguenti:
| Pos | No | Pilota             | Costruttore              | Giri | Tempo/Ritiro       | Pos.Griglia | Punti |
| --- | -- | ------------------ | ------------------------ | ---- | ------------------ | ----------- | ----- |
| 1   | 9  | Vittorio Brambilla | March-Ford Cosworth      | 29   | 0:57'56"69         | 8           | 4,5   |
| 2   | 24 | James Hunt         | Hesketh-Ford Cosworth    | 29   | + 27"03            | 2           | 3     |
| 3   | 16 | Tom Pryce          | Shadow-Ford Cosworth     | 29   | + 34"85            | 15          | 2     |
| 4   | 2  | Jochen Mass        | McLaren-Ford Cosworth    | 29   | + 1'12"66          | 9           | 1,5   |
| 5   | 5  | Ronnie Peterson    | Lotus-Ford Cosworth      | 29   | + 1'23"33          | 13          | 1     |
| 6   | 12 | Niki Lauda         | Ferrari                  | 29   | + 1'30"28          | 1           | 0,5   |
| 7   | 11 | Clay Regazzoni     | Ferrari                  | 29   | + 1:39.07          | 5           |       |
| 8   | 3  | Jody Scheckter     | Tyrrell-Ford Cosworth    | 28   | + 1 Giro           | 10          |       |
| 9   | 1  | Emerson Fittipaldi | McLaren-Ford Cosworth    | 28   | + 1 Giro           | 3           |       |
| 10  | 18 | John Watson        | Surtees-Ford Cosworth    | 28   | + 1 Giro           | 18          |       |
| 11  | 4  | Patrick Depailler  | Tyrrell-Ford Cosworth    | 28   | + 1 Giro           | 7           |       |
| 12  | 31 | Chris Amon         | Ensign-Ford Cosworth     | 28   | + 1 Giro           | 22          |       |
| 13  | 25 | Brett Lunger       | Hesketh-Ford Cosworth    | 28   | + 1 Giro           | 17          |       |
| 14  | 7  | Carlos Reutemann   | Brabham-Ford Cosworth    | 28   | + 1 Giro           | 11          |       |
| 15  | 23 | Tony Brise         | Hill-Ford Cosworth       | 28   | + 1 Giro           | 16          |       |
| 16  | 22 | Rolf Stommelen     | Hill-Ford Cosworth       | 27   | + 2 Giri           | 24          |       |
| 17  | 29 | Lella Lombardi     | March-Ford Cosworth      | 26   | + 3 Giri           | 20          |       |
| NC  | 33 | Roelof Wunderink   | Ensign-Ford Cosworth     | 25   | Non classificato   | 26          |       |
| Rit | 32 | Harald Ertl        | Hesketh-Ford Cosworth    | 23   | Problemi elettrici | 25          |       |
| Rit | 21 | Jacques Laffite    | Williams-Ford Cosworth   | 21   | Tenuta di strada   | 12          |       |
| Rit | 8  | Carlos Pace        | Brabham-Ford Cosworth    | 17   | Motore             | 6           |       |
| Rit | 20 | Jo Vonlanthen      | Williams-Ford Cosworth   | 14   | Motore             | 27          |       |
| Rit | 10 | Hans-Joachim Stuck | March-Ford Cosworth      | 10   | Incidente          | 4           |       |
| Rit | 17 | Jean-Pierre Jarier | Shadow-Matra             | 10   | Iniezione          | 14          |       |
| Rit | 14 | Bob Evans          | BRM                      | 2    | Motore             | 23          |       |
| Rit | 27 | Mario Andretti     | Parnelli-Ford Cosworth   | 1    | Incidente          | 19          |       |
| NP  | 28 | Mark Donohue       | March-Ford Cosworth      | 0    | Incidente mortale  |             |       |
| NP  | 6  | Brian Henton       | Lotus-Ford Cosworth      | 0    | Incidente          | 21          |       |
| NP  | 30 | Wilson Fittipaldi  | Copersucar-Ford Cosworth |      |                    |             |       |
| NQ  | 35 | Tony Trimmer       | Maki-Ford Cosworth       |      |                    |             |       |
| NA  | 19 | Ewald Boisitz      | Surtees-Ford Cosworth    |      |                    |             |       |

## Statistiche
Piloti
- 1° e unica vittoria per Vittorio Brambilla
- 1° podio per Tom Pryce
- 1° e unico podio per Vittorio Brambilla
- 1° e unico giro più veloce per Vittorio Brambilla
- 1º Gran Premio per Brett Lunger
- Unico Gran Premio per Jo Vonlanthen
- Ultimo Gran Premio per Mark Donohue

Costruttori
- 2° vittoria per la March
- 7º e ultimo podio per la Hesketh

Motori
- 86ª vittoria per il motore Ford Cosworth

Giri al comando
- Niki Lauda (1-14)
- James Hunt (15-18)
- Vittorio Brambilla (19-29)

## Classifiche

### Piloti
| Pos | Pilota             | Punti |
| --- | ------------------ | ----- |
| 1   | Niki Lauda         | 51,5  |
| 2   | Carlos Reutemann   | 34    |
| 3   | Emerson Fittipaldi | 33    |
| 4   | James Hunt         | 28    |
| 5   | Carlos Pace        | 24    |
| 6   | Jody Scheckter     | 19    |
| 7   | Clay Regazzoni     | 16    |
| 7   | Jochen Mass        | 16    |
| 9   | Patrick Depailler  | 12    |
| 10  | Tom Pryce          | 7     |
| 11  | Vittorio Brambilla | 6,5   |
| 12  | Jacques Laffite    | 6     |
| 13  | Mario Andretti     | 5     |
| 14  | Mark Donohue       | 4     |
| 14  | Ronnie Peterson    | 3     |
| 16  | Jacky Ickx         | 3     |
| 17  | Alan Jones         | 2     |
| 18  | Jean-Pierre Jarier | 1,5   |
| 19  | Tony Brise         | 1     |
| 19  | Gijs van Lennep    | 1     |
| 21  | Lella Lombardi     | 0,5   |

### Costruttori
| Pos | Costruttore            | Punti |
| --- | ---------------------- | ----- |
| 1   | Ferrari                | 54,5  |
| 2   | Brabham-Ford Cosworth  | 51    |
| 3   | McLaren-Ford Cosworth  | 41    |
| 4   | Hesketh-Ford Cosworth  | 28    |
| 5   | Tyrrell-Ford Cosworth  | 24    |
| 6   | Shadow-Ford Cosworth   | 8,5   |
| 7   | March-Ford Cosworth    | 7,5   |
| 8   | Lotus-Ford Cosworth    | 7     |
| 9   | Williams-Ford Cosworth | 6     |
| 10  | Parnelli-Ford Cosworth | 5     |
| 10  | Hill-Ford Cosworth     | 3     |
| 12  | Penske-Ford Cosworth   | 2     |
| 13  | Ensign-Ford Cosworth   | 1     |